# 提姆·艾倫
提姆·艾倫（英語：Tim Allen，1953年6月13日—），美國好萊塢知名演員，也曾擔任動畫配音、編劇與導演。

## 個人生活
1978 因夾帶古柯鹼在機場被捕，而入獄兩年四個月。
是聖公會教徒。
1984/4/7，與Laura Deibel結婚，兩人的女兒 Katherine出生於1989/12，於1999合法分居，2003年離婚。
2006/10/7與女演員 Jane Hajduk 結婚，於科羅拉多州格蘭德湖舉行的小型私人婚禮。兩人的女兒 Elizabeth出生於2009/3。
是共和黨員，2016年總統大選時支持Donald Trump 。

## 作品
- 聖誕快樂又瘋狂 (1994) 飾演 史科特·卡爾文
- 反斗奇兵（1995）
- 反斗奇兵2（1998）
- 驚爆銀河系（1999） 飾演 詹森耐史密斯
- 長毛狗（2006）
- 反斗奇兵3（2010）} 均飾演 巴斯光年
- 無敵破壞王2：網路大暴走 (2018)
- 反斗奇兵4（2019）

## 書籍
- Don't Stand Too Close to a Naked Man (1994) – ISBN 0-7868-6134-7
- I'm Not Really Here (1996) – ISBN 0-7868-6257-2

## 外部連結
- 官方网站
- 提姆·艾倫在互联网电影资料库（IMDb）上的資料（英文）
- TCM电影资料库上提姆·艾倫的资料（英文）
- 在AllMovie上提姆·艾倫的頁面（英文）